# 努利虫疠霉
努利虫疠霉（学名：Pandora nouryi）是属于虫霉目虫霉科虫疠霉属的一种真菌，寄生在蚜虫上。该种分布于中国、以色列、伊拉克、印度、巴基斯坦、澳大利亚、美国、瑞典、英国、法国、波兰等地。